# Conviction (Fernsehserie, 2006)
Conviction ist eine Serie im Law & Order-Serienuniversum und startete im März 2006 in den Vereinigten Staaten. Die Fernsehserie wurde nach nur drei Monaten wegen geringen Einschaltquoten eingestellt, es entstanden 13 Folgen.

## Handlung
Die Serie handelte von einer Gruppe junger Mitarbeiter der New Yorker Bezirksstaatsanwaltschaft und gibt Einblicke in ihre brisanten Fälle und auch in ihr Privatleben.

## Charaktere
- Deputy District Attorney Jim Steele  ist der stellvertretende Vorstandsvorsitzende Assistant District Attorney (ADA). Er ist willensstark und entschlossen, den Tod eines Freundes zu rächen, der von Drogendealern ermordet wurde. Steele ist ein strenger Chef, aber er ist heimlich auch stolz auf seine Mitarbeiter. Seine Beziehung zu Cabot ist kontrovers.
- Assistant District Attorney Alexandra Cabot ist eigentlich verlobt, hatte allerdings mit dem stellvertretenden Bezirksstaatsanwalt Jim Steele eine Affäre. Mit ihrer Kollegin Jessica Rossi hat sie ein angespanntes Verhältnis und ist sehr misstrauisch. Bevor ein durch ihre Ermittlungen verurteilte Drogenboss im Gefängnis starb, hatte sie sich einem Zeugenschutzprogramm unterzogen, da ihr Leben in Gefahr war.
- Brian Peluso ist ein sehr relaxter ADA. Er besucht häufig Partys und hat einen entsprechenden „Frauenkonsum“. Es gibt subtile Hinweise auf Glücksspiel- und potenzielle Drogenprobleme.
- Billy Desmond ist klug, politisch motiviert und hat während seiner drei Jahre im Büro der Staatsanwaltschaft keinen Fall verloren. Anfangs scheint er sich mehr für das Gewinnen von Fällen und für seine politische Statur zu interessieren.
- Jessica Rossi ist eine noch sehr junge Staatsanwältin, die aus einer armen Familie stammt. Aufgrund ihrer angespannten Herkunft ist sie eine wesensfeste und oft unerbittliche ADA, die ihren Chefs oft übergeht und große Risiken auf sich nimmt, um die Verbrecher zu bestrafen, die sie verfolgt.
- Nick Potter ist ein neuer und unerfahrener ADA. Er absolvierte sein Studium an der New York University (NYU) Law School und entstammt einer prominenten Familie. In der Pilotfolge verlässt er seinen hochbezahlten Job in einer privaten Anwaltskanzlei, um eine Stelle beim Manhattan District Attorney zu erhalten. Nick fühlt sich von Jessica Rossi angezogen. Er ist ein Idealist, der seinen Mitmenschen auf jede erdenkliche Weise helfen will, aber sein Idealismus und seine Naivität bringen ihn stets mit Steeles aggressiver und autoritärer Art in Konflikt. Nachdem Nick Opfer eines Raubüberfalls wird, wird seine Professionalität in Frage gestellt.
- Christina Finn ist ebenfalls noch eine unerfahrene Staatsanwältin, die erst seit zwei Jahren im Büro der DA tätig ist. Sie lernt schnell und zeigt großes Potential.

## Episodenliste
| Nr. | Deutscher Titel | Originaltitel | Erstausstrahlung USA | Deutschsprachige Erstausstrahlung (D) | Regie              |
| --- | --------------- | ------------- | -------------------- | ------------------------------------- | ------------------ |
| 1   | -               | Pilot         | 3. März 2006         | -                                     | Matt Reeves        |
| 2   | -               | Denial        | 17. März 2006        | -                                     | Norberto Barba     |
| 3   | -               | Breakup       | 17. März 2006        | -                                     | Randy Zisk         |
| 4   | -               | Indebted      | 24. März 2006        | -                                     | Vincent Misiano    |
| 5   | -               | Savasana      | 31. März 2006        | -                                     | Caleb Deschanel    |
| 6   | -               | Madness       | 7. Apr. 2006         | -                                     | Caleb Deschanel    |
| 7   | -               | True Love     | 11. Apr. 2006        | -                                     | Jeffrey Reiner     |
| 8   | -               | Downhill      | 14. Apr. 2006        | -                                     | Michael Fresco     |
| 9   | -               | The Wall      | 29. Apr. 2006        | -                                     | Steven DePaul      |
| 10  | -               | Deliverance   | 10. Mai 2006         | -                                     | Vincent Misiano    |
| 11  | -               | Indiscretion  | 12. Mai 2006         | -                                     | Elodie Keene       |
| 12  | -               | 180.80        | 19. Mai 2006         | -                                     | Norberto Barba     |
| 13  | -               | Hostage       | 19. Mai 2006         | -                                     | Constantine Makris |

## Wissenswertes
- Stephanie March nahm ihre Rolle als Alexandra Cabot aus der Serie Law & Order: Special Victims Unit von 2000 bis 2003 und 2005 wieder auf, bevor sie von 2009 bis 2012 wieder zurück zu Law & Order: Special Victims Unit kehrt.
- Nachdem Conviction 2006 eingestellt worden war, bekam Julianne Nicholson noch im selben Jahr die Rolle als Detective Megan Wheeler in der Serie Criminal Intent – Verbrechen im Visier, dem zweiten Ableger von Law & Order.

## DVD
In den USA ist die komplette Serie mit allen 13 Folgen am 22. August 2006 auf DVD erschienen.